# Station Piotrków Kujawski Wąskotorowy
Station Piotrków Kujawski Wąskotorowy is een spoorwegstation in de Poolse plaats Piotrków Kujawski.